# GDC Europe
GDC Europe (англ. Game Developers Conference Europe — рус. Европейская конференция разработчиков игр) — международное мероприятие, конференция, посвящённая разработке компьютерных игр. GDC Europe является одним из нескольких «ответвлений» от «материнской» Game Developers Conference, которая проводится в марте каждого года в Сан-Франциско. Впервые GDC Europe проводилась в 2009 году, сразу став самым крупным панъевропейским событием для разработчиков игр в 2009 году. GDC Europe проводилась в Кёльне вместе с GamesCom, которая проводилась с 19 по 23 августа и была главной европейской выставкой компьютерных игр, предназначенной для потребителей, издателей, журналистов и торговых профессионалов.

## История
До 2008 года включительно в рамках Games Convention проводилось мероприятие для разработчиков игр Games Convention Developers Conference. Однако после закрытия Games Convention её наследником стала GamesCom, — соответственно, наследником «Games Convention Developers Conference» стала «Game Developers Conference Europe» (GDC Europe). Главой конференции GDC Europe стал Фрэнк Сливка (англ. Frank Sliwka), прежний голова «Games Convention Developers Conference».

## GDC Europe 2009
Ещё до начала конференции GDC Europe 2009 её организаторы прогнозировали результаты. Ожидалось, что общее количество посетителей конференции достигнет 1000 человек из более чем 30 стран, включая более 250 представителей прессы. Ожидалось, что с докладами будут выступать более 100 разработчиков.

### Прохождение
Конференция началась в понедельник, 17 августа 2009 года и закончилась в среду, 19 августа. GDC Europe проводилась 3 дня подряд, с 9:00 до 18:00 часов ежедневно, в здании «Cologne Congress East Center», которое является частью комплекса Кёльнской торговой ярмарки.
Организатором GDC Europe 2009 является Think Services Game Group, которая является подразделением United Business Media LLC. Также GDC Europe 2009 поддерживалась Федерацией европейских игровых разработчиков (англ. European Game Developers Federation — EGDF) и BIU (организатор GamesCom). Основными спонсорами GDC Europe являются корпорация Intel и компания Crytek (платиновые спонсоры), а также Autodesk, Alliance Numerique и Sony (золотые спонсоры).

### Спикеры на GDC Europe 2009
Всего на GDC Europe выступало около 130 спикеров (англ. speakers) со всего мира, среди которых самыми известными и заметными были:
Понедельник
- Джеват Ерли (англ. Cevat Yerli), глава Crytek, выступил с докладом о будущем игровой графики (англ. Future of Gaming Graphics).[8]
- Матиас Миллирайн (англ. Matias Myllyrinne), исполнительный директор Remedy Entertainment, выступил с докладом о создании успешной игры по новой интеллектуальной собственности.[9]

Вторник
- Хилмар Вейган Петюрссон (англ. Hilmar Veigar Pétursson), генеральный директор CCP Games, сделал неожиданный анонс «Dust 514», массивного онлайнового многопользовательский шутера от первого лица (MMOFPS), ориентированного на консоли.[10]
- Дэвид Кэйдж (англ. David Cage), основатель и генеральный директор Quantic Dream, рассказывал о процессе создания Heavy Rain и о её геймплейных инновациях.[11]
- Крис Тейлор, основатель и управляющий директор Gas Powered Games, рассказывал об особенностях создания специфического мультиплеера к игре Demigod. Также он заявил, что он и остальные спонсоры Gas Powered Games не могли позволить себе потратить $2 или $3 млн на создание «крепкого» мультиплеера к «Demigod».[12]

Среда
- Питер Молинье (англ. Peter Molyneux), основатель Lionhead Studios и творческий директор Microsoft Game Studios, выступил с докладом «Choice: The Ultimate Game Mechanic», в котором рассказал о создании игровой механики и игровых ощущений.[13][14]
- Клаас Керстинг (англ. Klaas Kersting), генеральный директор Gameforge, рассказывал о игровой индустрии, о будущем распространения игр и об отличии между культурой и стилем европейских и азиатских разработчиков.[15]

### Экспертный комитет GDC Europe
Экспертный комитет GDC Europe состоял из многих ведущих разработчиков европейских компаний:
- Авни Йерли (англ. Avni Yerli), сооснователь и генеральный директор немецкой компании Crytek.[16]
- Матиас Миллирайн (англ. Matias Myllyrinne), исполнительный директор Remedy Entertainment.[17]
- Хилмар Петюрссон (англ. Hilmar Pétursson), генеральный директор CCP Games.[17]
- Клаас Керстинг (англ. Klaas Kersting), генеральный директор Gameforge.[17]

### Результаты
GDC Europe 2009 стала самым крупным событием для разработчиков игр в Европе. Её посетило около 1 500 игровых профессионалов, более 250 представителей прессы и более 40 участников и спонсоров. «Подытожив GDC Europe, мы счастливы оглянуться назад на полностью успешное событие, которое помогает направлять и учить европейскую игровую индустрию и держать её в центре внимания, — сказал Фрэнк Сливка. — От Швеции до Германии, от Франции до Англии, потрясающие разработчики со всех уголков континента, с Северной Америки и Азии сошлись вместе, чтобы сделать эту конференцию по-настоящему панъевропейской и глобальной».

## GDC Europe 2010
25 марта 2010 года начался приём заявок на GDC Europe 2010, который закончится 23 апреля. Сама же GDC Europe 2010 запланирована на 16-18 августа 2010 года в здании Cologne Congress Center East в городе Кёльне, аналогично предыдущей.